# Orthotylus ornatus
Orthotylus ornatus är en insektsart som beskrevs av Van Duzee 1916. Orthotylus ornatus ingår i släktet Orthotylus och familjen ängsskinnbaggar. Inga underarter finns listade i Catalogue of Life.